# Echeveria chiclensis var. cantaensis
Echeveria chiclensis var. cantaensis es una variedad de E. chiclensis, una planta suculenta de la familia de las crasuláceas. Es endémica de Perú.

## Distribución
Esta variedad se presenta en los tres valles al norte de la ciudad de Lima, siempre en lugares más bajos (1700 – 3100 m s. n. m.) que la var. chiclensis. En los valles de Huaura y Chancay crece a altitudes aún más bajas que la var. backebergii (2000 – 2600 m s. n. m.).

## Taxonomía
Echeveria chiclensis var. cantaensis fue descrita por primera vez por Guillermo Pino y Graciela Vilcapoma Segovia en Cactus and Succulent Journal US 90 (3): 179-184, 2018. 
Etimología
Echeveria: nombre genérico que fue descrito en 1828 por Augustin Pyrame de Candolle en Prodromus Systematis Naturalis Regni Vegetabilis 3: 401. El género fue nombrado en honor del artista botánico mexicano Atanasio Echeverría y Godoy (¿1771?-1803).
chiclensis: epíteto referido a la localidad tipo en el distrito de Chicla.
cantaensis: refiriéndose a la Provincia de Canta en el Valle del Río Chillón donde se descubrió por primera vez.